# Le Suspect idéal
Pour les articles homonymes, voir Deceiver.
Vous pouvez aider à l'améliorer ou bien discuter des problèmes sur sa page de discussion.
- Il ne cite pas suffisamment ses sources. Vous pouvez indiquer les passages à sourcer avec {{référence nécessaire}} ou {{Référence souhaitée}}, et inclure les références utiles en les liant aux notes de bas de page. (Marqué depuis avril 2024)
- Certaines informations devraient être mieux reliées aux sources mentionnées dans la bibliographie ou les liens externes. Améliorez sa vérifiabilité en les associant par des références. (Marqué depuis avril 2024)

- Archive Wikiwix
- Bing
- Cairn
- DuckDuckGo
- E. Universalis
- Gallica
- Google
- G. Books
- G. News
- G. Scholar
- Persée
- Qwant
- (zh) Baidu
- (ru) Yandex
- (wd) trouver des œuvres sur Wikidata

Pour plus de détails, voir Fiche technique et Distribution.
Le Suspect idéal (Deceiver) est un film américain réalisé par Jonas et Josh Pate, sorti en 1997.

## Synopsis
Un nanti épileptique accusé du meurtre horrible d'une jeune prostituée concède à passer au détecteur de mensonges dirigé par deux inspecteurs des plus coriaces.

## Fiche technique
- Titre français : Le Suspect idéal
- Titre original : Deceiver
- Réalisation : Jonas et Josh Pate
- Scénario : Jonas et Josh Pate
- Musique : Harry Gregson-Williams
- Photographie : Bill Butler
- Montage : Dan Lebental
- Production : Mark Damon, Peter Glatzer, John Saviano et Don Winston
- Société de production : MDP Worldwide
- Société de distribution : Cipa
- Pays :  États-Unis
- Langue : Anglais
- Format : Couleur - DTS - 35 mm - 2.35:1
- Genre : Policier
- Durée : 106 minutes
- Date de sortie : 1997

## Distribution
- Tim Roth (VF : Philippe Vincent) : James Walter Wayland
- Chris Penn (VF : José Luccioni) : l'inspecteur Phillip Braxton
- Michael Rooker (VF : Gilbert Levy) : l'inspecteur Edward Kennesaw
- Renée Zellweger : Elizabeth Loftus
- Rosanna Arquette : Mme Kennesaw
- Ellen Burstyn (VF : Paule Emanuele) : Mook
- Don Winston : Warren
- Michael Parks : Dr Banyard
- Mark Damon : M. Wayland
- Jody Wilhelm : Mme Wayland
- J. C. Quinn : le prêtre